# Gold Award de la meilleure actrice dans un rôle principal
Le Gold Award de la meilleure actrice dans un rôle principal est l'une des catégories des Gold Awards présentées annuellement pour les séries télévisées et les artistes indiens, afin de récompenser un acteur qui a fourni une performance exceptionnelle dans un rôle.
Le prix est décerné pour la première fois en 2007 sous le titre de Meilleure actrice dans un rôle principal. Un prix spécial intitulé Meilleur acteur - Critique ou Meilleur acteur - Jury est également décerné occasionnellement depuis 2008, dont le lauréat était sélectionné par le jury de critiques affecté à la fonction.
Le prix du jury a été attribué sans nomination préalable jusqu'en 2010. Depuis lors, le prix du jury est également décerné avec des nominations préalables, tout comme le prix original qui s'appelle désormais Meilleure actrice - Populaire.